# Биело дугме
„Биело дугме“ (на сърбохърватски: Bijelo dugme) е музикална група в Сараево, Босна и Херцеговина.
Тя е сред най-известните рок групи в бивша Югославия. Неин лидер и основател е Горан Брегович. Първи соло вокал и бас китарист е Желко Бебек (Željko Bebek), бивш член на сараевската група „Кодекси“.

## Предистория
През 1969 г. Желко Бебек забелязва Горан Брегович на един концерт на „Бещие“ и го привлича в „Кодекси“. През 1970 г. групата „Кодекси“ има неуспешно турне в Италия, което изиграва роля за разпадането ѝ. В групата остават Горан Брегович, Милич Вукашинович (барабанист) и Зоран Реджич и тя е преименувана на „Мича, Зоран и Горан“. През 1971 г. Горан Брегович и Зоран Реджич влизат в група „Ютро“, с която записват няколко хита, станали по-късно емблематични за „Биело дугме“. Един от тях е „Ако бях бяло копче / девойка би се закопчала с мен“ (Kad bi' bio bijelo dugme). След разпадане на групата „Ютро“ през 1973 г. този хит дава името на новосъздадената на 1 януари 1974 г. група „Биело дугме“. В оригиналния си състав тя се състои от Горан Брегович – соло китара (р. 22 март 1950), Желимир „Желко“ Бебек – вокал (р. 16декември 1945), Горан „Ипе“ Ивандич – ударни (р. 10 декември 1955), Владо Правдич – клавирни (р.6 декември 1949) и Зоран Реджич – бас (р. 29 януари 1948).

## Възход и залез

### Първи прояви
При първите студийни записи на „Биело дугме“ групата използва Бата Костич, китарист на група „YU“. По-късно Горан Брегович изтъква, че това сътрудничество е оказало значително влияние върху неговата по-нататъшна музикална ориентация, особено когато става дума за използване на фолка.
„Биело дугме“ предлага два свои нови записа „Топ“ и „Тази нощ ще намеря блус“ (Ove ću noći naći blues) на току-що основаната сараевска компания „Дискотон“, за да запише първия сингъл на групата. От „Дискотон“ обаче им отказват, като се оправдават с претовареност. Групата веднага сключва петгодишен договор с „Юготон“. В този момент към „Биело дугме“ окончателно се присъединява Желко Бебек, който се отказва от сигурна държавна работа. През март 1974 г. басист на групата става Зоран Реджич. Записват втори сингъл, от който хит става песента „Главен герой от една книга“ (Glavni junak jedne knjige) по текст на поета Душко Трифунович. Този сингъл се продава изключително много, като се издава и от „Дискотон“.
Първата по-голяма проява на „Биело дугме“ е на фестивала „BOOM“ в Любляна през май 1974 г., където са представени като нова надежда. През лятото на същата година свирят в хотел „Croatia“ в курорта Цавтат и подготвят материал за първия си албум. Издават трети сингъл, който е преломен момент в кариерата им. Песните от него „Ако съм пекар“ и „Селма“ ги извеждат начело на топлистите. През октомври записват в Любляна своя дебютен албум „Ако бях бяло копче“, издаден в края на ноември. Малко преди излизане на албума, участват на скопския профсъюзен фестивал, на който се провалят, поради неуспешен опит на Желко Бебек да пее на македонски. Обаче скоро след това печелят слушателите на известното тогава предаване на Радио Белград „Вечер край радиото“ (Veče uz radio).
По това време импресарио им е енергичният Владимир Михалек от Загреб, който урежда да свирят на прощалния концерт на група „Корни“ през ноември 1974 г. в Сараево, на който петнайсетхилядна публика възторжено ги аплодира.

### Първи успехи
Дебютният албум на групата „Kad Bi` Bio Bijelo Dugme“ се продава много успешно. В него има редица песни, които стават изключително широко популярни в бивша Югославия. Загребският журналист Дражен Върдоляк нарича този стил „пастирски рок“. Обложката, нарисувана от художника Драган Стефанович по-късно е включена в английско издание, представящо най-успешните обложки на плочи на света.
В края на февруари 1975 Владимир Михалек организира Конгрес на рок майсторите, на който са представени четиримата най-добри югославски китаристи. Сред тях е и Горан Брегович. Всеки от тези китаристи записва по една страна от двойния албум „Конгрес на рок майсторите“. Брегович свири със своята група в съпровод на Загребския струнен квартет. Тук са записани няколко песни, между които „Има някаква тайна връзка“ (Ima neka tajna veza) по текст на Душко Трифунович, както и инструменталната композиция „Миниатюра за моята майка“. Още в началото на 1975 г. „Биело дугме“ е най-популярната югославска група. Започват изтощително турне из Югославия, преди който записват сингъл с хита „Де да знаех кой ѝ е враг“ (Da mi je znati koji joj je vrag).
Преди записите на втория албум се оттеглят в село Борике в Източна Босна. Албумът е записан през ноември 1975 в Лондон. Продуцент е Нийл Харисън (Neil Harrison). На бас китарата е Желко Бебек, защото Зоран Реджич си контузва тежко пръст на лявата ръка преди записите. Албумът се нарича „Какво би дал да си на мое място“ (Šta bi dao da si na mom mjestu), по заглавието на хита по текст на Душко Трифунович. За кратко време този албум е продаден в изключително висок тираж, повече от 200 000, за което „Юготон“ въвежда термина „диамантена плоча“.
След излизането на албума, групата е на турне в Косово и Македония. Тъй като се отменя новогодишният концерт, в който е трябвало да участват, са поканени да свирят на Тито в Хърватския народен театър. Обаче изпълнението им бива прекъснато още в началото, понеже силната музика шокира официалните гости.
През 1976 г. Зоран Реджич е в казармата и временно го заменя Любиша Рацич, китарист и ръководител на група „Формула 4“. „Биело дугме“ започва успешно турне из Югославия, като концертът им в Белград се повтаря три пъти, което по това време е голям рекорд. Така наречената „дугмемания“ е в своя апогей, а в югославската преса се разгаря полемика за и против „Биело дугме“.
През март 1976 г. излиза ретроспективен албум на Горан Брегович. В началото на април същата година групата се готви да свири на югославски емигранти в САЩ, но понеже властите се усъмняват, че турнето им се организира от хърватската емиграция, концертите им са отменени. Въпреки това, „Биело дугме“ пътува до САЩ и там записват два сингъла – на Ипе Ивандич и на Желко Бебек. През юни членовете на групата отиват на младежка бригада, за да се противопоставят на критиките за прозападна пропаганда. Връщат се от бригадата, окичени със значки на ударници. През есента Ипе Ивандич и Владо Правдич отиват в казармата и са заменени от Милич Вукашинович от групата „Индекси“ и от Лаза Ристовски от групата „Смак“ – доста скандален трансфер.
Третият албум също подготвят в Борике. Заглавието му се сменя няколко пъти, като остава „Ето. Това искам!“ (Eto baš hoću), вместо „Искам поне веднъж да съм тъп“ (Hoću, bar jednom da budem blesav). Албумът отново се записва в Лондон и продуцент му е Нийл Харисън. Излиза в края на декември 1976 г. Сред хитовете в албума са „Нощес сънувах, че те нямам“ (Sanjao sam noćas da te nemam), както и композицията на Горан Брегович „Лошо вино“ от репертоара на Здравко Чолич, по текст на Арсен Дедич.

### Кризисен период
През 1977 година групата напуска Любиша Рацич, недоволен от ниския хонорар. Заменя го Санин Карич от групата „Тежка индустрия“. През април същата година групата е на турне в Полша, където печели овациите на публиката. След завръщането, към групата отново се присъединяват Зоран Реджич, който е изкарал военната си служба, и Ипе Ивандич, който е обявен за негоден за военна служба. Започва турне из Югославия, което не протича гладко. Концертите се съпровождат от технически проблеми, а публиката е по-малобройна от преди. Групата се разяжда от свади, които водят до преждевременно прекратяване на турнето. Започва да се говори, че „Биело дугме“ е пред разпадане. Трябва да измислят нещо голямо, за да се разсеят слуховете. Това е безплатният концерт в местността Хайдушка чешма край Белград през август 1977 г. Отзовават се между 70 и 100 хиляди младежи, което е рекорд в дотогавашната история на рок музиката в Югославия. Този концерт трябва да послужи за албума „Концерт край Хайдушката чешма“ (Koncert kod Hajdučke česme). Албумът излиза в края на 1977 г., но със записи от друг концерт, понеже записите от този не са качествени. След завършване на записите за албума Горан Брегович отива в казармата.
Периодът, докато Горан Брегович е в казармата, е пауза за групата. Обаче останалите ѝ членове издават соло албуми: Желко Бебек издава през юни 1978 „Почти същите сме“ (Skoro da smo isti), вдъхновен от симфо-рока. Лаза Ристовски и Ипе Ивандич записват в Лондон албума „Пристигаме“ (Stižemo). Малко преди излизането на албума, Ипе Ивандич е арестуван за притежание на хашиш и е осъден на три години затвор, които обаче излежава от 1981 г.

### Нови успехи
През есента на 1978 г., малко преди излизане на Горан Брегович от казармата, към групата се присъединява Джиджи Янкелич и започва подготовка за новия албум на „Биело дугме“ – „Звярът и принцесата“ (Bitanga i princeza). Продуцент на този албум отново е Нийл Харисън. Издаването на албума обаче е съпроводено с редица цензурни действия от страна на „Юготон“: отхвърлена е първоначалната обложка поради „вулгарност“ (жена, която шутира мъж в интимните части). От текстовете на някои песни са извадени или заменени изрази, напр.: „През тоя ми е“ (Koji mi je moj), „А Христос е бил копеле и клетник“ (A Hrist je bio kopile i jad), заменен с „А той е бил копеле и клетник“ и т.н. След извършената цензурна намеса, албумът излиза в средата на март 1979 г. Ключови песни в този албум са едноименната „Звярът и принцесата“, както и „На задната седалка на моята кола“ (Na zadnjem sjedištu mog auta) и „Все още желая да получа писмо“ (Ipak poželim neko pismo). Албумът, за разлика от по-ранните, е изцяло „урбанизиран“, напълно лишен от фолк влияние. Емоционалните балади „Когато забравиш юли“ и "Всичко това, мила моя, ще се покрие с розмарин, снегове и слама“ са в съпровод на симфоничен оркестър и хор. Тиражът на албума чупи предишните рекорди и критиката във в. „Здраво“ го обявява за албум на годината. Турнето на „Биело дугме“ през 1979 г. също бележи успех, напр. в Белград концертът се повтаря пет пъти, а приходите отиват за пострадалите от земетресението в Черна Гора. На големите концерти групата е съпровождана от хор и симфоничен оркестър.
През 1979 година Горан Брегович за пръв път пише филмова музика – за филма „Лични работи“ (Lične stvari) на Александар Мандич, като песните „Съгласих се, ще бъда всичко, което пожелае“ (Pristao sam biću sve što hoće) и „Каквото има, е тук“ (Šta je, tu je) излизат и на сингъл.
През 1980 г. Горан Брегович е в Париж, докато групата е в отпуск. В края на същата година издават албума „Да доживееш стоте“ (Doživjeti stotu), в който се чувства влияние на новата вълна (New Wave). В някои от песните – „Ха ха ха“ и „Трамваят тръгва“ (Tramvaj kreće) се усещат и политически нюанси („Как да бъдеш герой в тези крастави времена?“ (Kako biti heroj u ova šugava vremena)).
През 1981 г. правят турне из Югославия, което завършва на 5 април в загребския клуб „Кулушич“. Записът от този концерт послужва за втория концертен албум на групата: „5 април ‘81“, който е издаден в ограничен тираж от 20 000.
В началото на 1982 г. изнасят концерт в Инсбрук, Австрия, в рамките на проявите на Сараево като бъдещ домакин на Зимните Олимпийски игри пред бившия домакин. На връщане от Австрия митничарите конфискуват оборудването на групата и им налагат голямо мито, което ги застрашава финансово. За да се съвземат, предприемат турне в България през юли и август 1982 г. За месец и половина концертите им в България са посетени от над 120 000 души. Тъй като Джиджи Янкелич още през април заминава за казармата, на турнето в България барабанист е Гарабет Тавитян, бивш член на групата „Леб и сол“. След излизане от затвора в края на 1982 г., в групата се връща Ипе Ивандич. По същото време в пресата се появява информация, че Горан Брегович е изхвърлен от Съюза на комунистите, защото не посещавал редовно събранията на низовата организация, обаче за групата от този случай изобщо няма отрицателни последици.
В началото на 1983 г. Горан Брегович с „Биело дугме“ и поета Душко Трифунович подготвят албума за деца „А милицията строго възпитава /да не е както искам – тъй да става" (A milicija trenira strogoću), в който пее Ратимир Боршич – Рача, който е още момче. През февруари 1983 година групата издава албума „Приспивна песен за Радмила М.“ (Uspavanka za Radmilu M.), с който Брегович смята да се сбогува с публиката и след турне да разформирова групата. В този албум песни, в които са отразени всички музикални фази, през които е преминала групата. Успешният концерт в Белград през април същата година кара Горан Брегович да се откаже от разформироване на групата.

### Последни години
Междувременно Желко Бебек записва още един соло албум – „Кара ме някакъв дявол“ (Mene tjera neki vrag) и официално напуска групата. Заменя го Младен Воичич – Тифа, който преди това пее в групите „Топ“ и „Тежка индустрия“. Подготвят нов албум. Горан Брегович основава със Здравко Чолич в Любляна музикалната къща „Камарад“, която сключва договор с „Дискотон“ за дистрибутор на новите плочи. Новият албум излиза през декември 1984 г. Заглавието му е просто „Биело дугме“, а в него се чувства фолк ориентацията на Брегович. Провокираща е преработката на югославския химн „Хей славяни“. Тиражът на албума и публиката на концертите надхвърлят тези от предходните години. През октомври 1985 г. напуска Младен Воичич – Тифа и на негово място идва Ален Исламович, бивш солист на „Дивлье ягоде“.
През 1986 г. излиза следващия албум на „Биело дугме“, „Плюни и запей, моя Югославийо“ (Pljuni i zapjevaj moja Jugoslavijo). Обложката представлява китайска пропагандна снимка, показваща модерен революционен танц. В албума се включват както песни с политически нюанси, така и хитовете „Хайде на планина“ (Hajdemo u planine), „Като розова пъпка беше красива, сега вече не си“ (Ružica si bila, sada više nisi) и др. И този албум, както и предишните, печели голяма популярност.
През октомври 1987 г. се появява двойният концертен албум на групата „Мрамор, камък и желязо“ (Mramor, kamen i željezo), записан по време на турнетата ѝ. Едноименната песен всъщност е кавър версия на хит на загребската група „Роботи“. В албума намират място 16 заглавия, които дават представа за биографията на групата: от първите сингли до последния студиен албум. Песента „А милицията строго възпитава“ започва с версия на „Интернационала“, а при уводните тактове на „Всички: Марш на танците“ (Svi marš na ples) Ален Исламович вика: „Братство! Единство!“ (девиза на Югославия), понеже на концертите е планирано да пее тази песен на езиците на разни народи и народности от Югославия. След излизането на този албум от групата съвсем тихо си отива Владо Правдич, който се посвещава на компютрите. По-късно обаче се появява с групата на няколко големи концерта.
В края на 1988 г. излиза албумът „Чирибирибела“ (Ćiribiribela), на чиято обложка е нарисуван Ноевият ковчег. Хит № 1 става песента „Гергьовден“ (Đurđev dan). Като използва стиха на Джордже Балашевич „А аз не съм с онази, която обичам“ (A ja nisam s onom koju volim) и стара циганска тема, и в съпровода на циганския оркестър на Феят Сейдич, Горан Брегович прави страхотен хит на всички времена. В песента „Хубава наша“ (Lijepa naša), комбинирана с „Там далеч“ (Tamo daleko) се крие предизвикателство. При записа на албума участват още и: Хорът на Сръбската православна църква, Първо Белградско певческо дружество, група „Трогир“, барабанистът Влада Голубович от групата „Баяга и инструктори“ и басистът Ненад Стефанович. Много от песните бързо „влизат под кожата“ на публиката: „Ето, ще се закълна“ (Evo zakleću se), „Улиците се напиха“ (Napile se ulice), „Ако има бог“ (Ako ima boga), „Какво ново“ (Šta ima novo).

### Край
В началото на 1989 г. тръгват на двумесечно турне, което бива прекъснато поради заболяване на Ален Исламович. Концертът на 15 март 1989 г. в Дервент всъщност се оказва последният концерт на групата „Биело дугме“.
След напускане на „Биело дугме“ Ален Исламович издава през 1990 г. соло албум: „Хей, нека се чуе, хей, нека се знае“ (Haj, nek se čuje, haj nek se zna). През пролетта на 1990 г. излиза сборен албум на „Биело дугме“ с балади, появили се в периода от 1983 до 1988 г.: „След всички тези години“ (Nakon svih ovih godina). През март 1994 г. Телевизия Белград излъчва четири предавания по случай двайсет години от издаването на първия сингъл на групата. Същевременно излиза и двоен сборен албум „Има някаква тайна връзка“ (Ima neka tajna veza). Горан Брегович продължава с изключително успешна кариера. Желко Бебек, след избухване на войната, се преселва в Загреб, където продължава кариерата си и ръководи „Бебек бенд“. Зоран Реджич е във Финландия, а Младен Воичич – Тифа до 1995 г. остава в Сараево, след което заминава за Германия и сформира „Тифа Бенд“. Ипе Ивандич след избухване на войната се премества в Белград, където на 13 януари 1994 г. загива трагично. Ален Исламович продължава кариерата си като солист.